# Bill Scanlon
Bill Scanlon (Dallas, 13 de noviembre de 1956-Park City, Utah; 2 de junio de 2021) fue un jugador de tenis estadounidense.

## Biografía
En su carrera conquistó ocho torneos ATP y su mejor posición en el ranking de individuales fue el número nueve en enero de 1984 y en el de dobles fue el número 132 en julio de 1987. También es recordado por haber llegado a semifinales del US Open de 1983. Mantuvo el curioso récord de ser el único tenista profesional en haber ganado en un partido oficial un “set de oro” (ganar 6-0 sin perder además un solo punto), motivo por el cual se encuentra en los libros de récords.
Tras una breve lucha con un cáncer muy agresivo falleció el 2 de junio de 2021.

## Publicaciones
Tras su carrera tenística escribió dos conocidos libros sobre el mundo del tenis y su paso por el mismo, y se dedicó con éxito al mundo de las finanzas.